# Climaniacs
Climaniacs er en dansk dokumentarserie for børn fra 2009. Den består af otte korte film lavet af lige så mange forskellige instruktører. Filmene behandler de aktuelle klimaproblemer, som politikere og beslutningstagere skal forholde sig til. Filmene blev vist på dk4 og på Politikens hjemmeside.

## Afsnit
Obs! Filmene er oplistet i alfabetisk rækkefølge. Angiv gerne første sendedage.
| # | Titel                             | Instruktør            | Komponist                    | Første sendedag |
| --- | --------------------------------- | --------------------- | ---------------------------- | --------------- |
| | "100 års opvarmning"              | Nynne Becher Standrup | Niels Mosumgaard             | December 2009   |
| Det kan være svært at forstå for nutidens unge, at det er hundrede år siden, at den globale opvarmning først blev opdaget. Hvorfor har man ikke gjort noget tidligere, spørger de sig selv. Denne film sender seerne hundrede år tilbage og gør det klart, at mennesker ofte ikke tænker længere end til deres egen næsetip.                           |                                   |                       |                              |                 |
| | "Adam og Eva"                     | Camilla Magid         | Frederik Birket-Smith        | December 2009   |
| Filmen er en skæv fortælling om menneskets fascination af forbrug og dets evne til at skrabe alle mulige unødige varer til sig - bare for at få sex. Filmen gør opmærksom på, at mennesket kan være sin egen værste fjende og fortæller på humoristisk vis, at mennesker ikke behøver meget mere end det, som Adam og Eva havde, for at nyde hinanden. |                                   |                       |                              |                 |
| | "En fisks lange rejse"            | Christoffer Dreyer    | Kevin McLeod                 | December 2009   |
| Denne animationsfilm er en tragikomisk fortælling om en vesterhavsfisks 40.000 kilometer lange rejse. Turen går til Kina for at blive renset, til Frankrig for at blive friturestegt og derpå hjem til Danmark igen som en fiskepind. En meget lang rejse med masser af CO2 i kølvandet.                                                               |                                   |                       |                              |                 |
| | "Et grønt skridt frem"            | Eirik Sæter Stordahl  | Ravi Brunsvik, Ravi Brunsvik | December 2009   |
| Filmen giver tre bud på, hvordan man med ny teknologi kan skabe grøn og vedvarende energi. Filmen viser folks uendelige forbrug men også naturens uendelige styrke. |                                   |                       |                              |                 |
| | "På sporet af elbilen"            | Adam Rieper           | Louise Alenius Boserup       | December 2009   |
| I filmen kører en lille grøn elbil rundt i gaderne, mens den fortæller om bilslægtens op- og nedture. Desværre kan den fortælle om flest nedture. Bilen er for eksempel aldrig slået igennem i Danmark. Men der er også en glad historie fra den skandinaviske nabo Norge.                                                                             |                                   |                       |                              |                 |
| | "Rejsecirkus"                     | Fenar Ahmad           | Mikkel Hess                  | December 2009   |
| Filmen fortæller historien om, hvordan det helt meningsløse rejseri mellem Europa-Parlamentets to hovedsæder i Bruxelles og Strasbourg skaber en helt unødvendig CO2-forurening. En kompliceret problemstilling, der fortælles ved hjælp af guldfisk, lagkage og vasketøjssnor.                                                                        |                                   |                       |                              |                 |
| | "Sandheden bag den grønne benzin" | Julie Bezerra Madsen  | Johan Severin                | December 2009   |
| Mange forsøger at nedsætte deres eget private CO2-udslip. Men det er ikke altid lige nemt, selv om man gerne vil gøre det rigtige – for eksempel ved at tanke grøn benzin. I denne delvist animerede film rejser Julie hele vejen fra Danmark til Brasilien for at løfte sløret for, hvordan fremstillingen af biobenzinen skader regnskoven.          |                                   |                       |                              |                 |
| | "Vejrmanden"                      | Anders Jepsen         | Peder Pedersen, Asger Baden  | December 2009   |
| Børge Jepsen er tidligere landmand og har hver dag gennem de seneste 30 år skrevet om vejret i sine mange dagbøger. Selv om Børge altid har ment, at vejret er utilregneligt, vidner hans optegnelser om mange tegn på klimaforandringer. |                                   |                       |                              |                 |